# غوردون كامبل
غوردون كامبل (بالإنجليزية: Gordon Campbell)‏ (4 يونيو 1885 - 13 أغسطس 1961) هو لاعب كريكت أسترالي.

## وصلات خارجية
- غوردون كامبل على موقع إي آس بي آن كريك إنفو (الإنجليزية)